# Колледж долины Сан-Бернардино
Колледж Сан-Бернардино-Вэлли (англ. San Bernardino Valley College) — общественный колледж в Сан-Бернардино, Калифорния. Аккредитирован Западной Ассоциацией Школ и Колледжей. В колледже обучается 17,044 студента. Занимает по площади 82 акра (33,18 га). Колледж Вэлли также является частью округа Муниципальных Колледжей Сан-Бернардино, в который входят Колледж Крафтон-Хиллз, расположенный в соседнем Юкайпе, и Центр Профессионального Развития в Сан-Бернардино.

## История

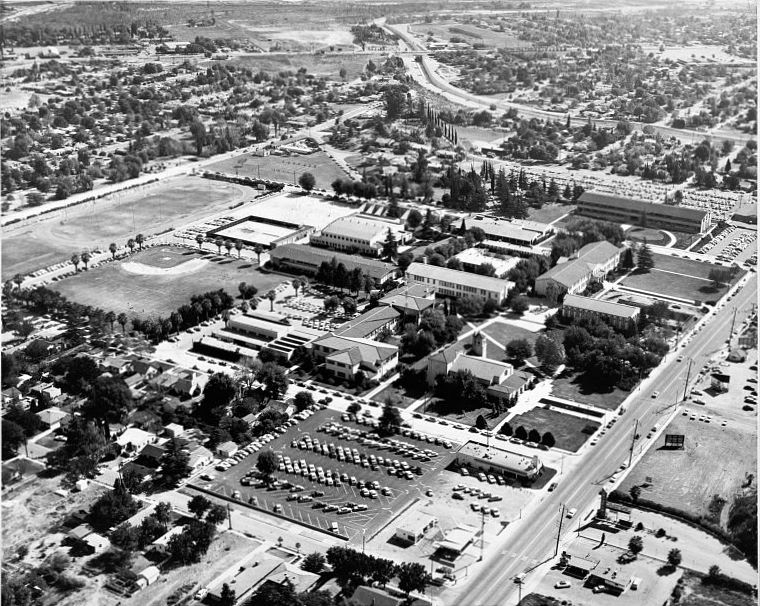
Младший колледж Сан-Бернардино, около 1933 г.

Младший Колледж Сан-Бернардино был основан в 1926 году и является двадцать пятым старейшим общественным колледжем в Калифорнии. В 1926 кампус колледжа Сан-Бернардино-Вэлли был разделен между средней школой Сан-Бернардино и средней школой Колтона и состоял из 140 студентов и одного администратора — Джорджа Х. Янцена — бывший декан колледжа. Сегодня колледж Сан-Бернардино-Вэлли предлагает занятия для 25 000 студентов, и его годовой бюджет составляет 59 миллионов долларов. Колледж включает в себя два кампуса, где работают 148 преподавателей, работающих полный рабочий день, 429 преподавателей, работающих неполный рабочий день, и 459 сотрудников. Он обслуживает несколько школьных округов, а площадь округа составляет почти 500 квадратных миль (1300 км2). 

## Академики
Колледж предлагает курсы с более низкими требованиями, чем в Калифорнийском университете, и системы обучения Калифорнийского государственного университета, поэтому квалифицированные студенты могут перейти в четырёхлетние учебные заведения с юниорским положением. Колледж также предлагает специализированные программы, которые ведут непосредственно к трудоустройству или повышению квалификации и знаний тех, кто уже работает. К ним относятся программы на получение степени Associate of Arts, программы на получение степени Associate of Science и сертификаты.

## Студенческая жизнь
Колледж Сан-Бернардино-Вэлли также предлагает своим студентам разнообразный выбор клубов. В колледже Сан-Бернардино-Вэлли насчитывается более 30 клубов и организаций, представляющих различные академические и профессиональные направления. Есть также ряд групп с особыми интересами.

## Средняя школа среднего колледжа в SBVC
Средняя школа среднего колледжа (MCHS) — одна из девяти средних школ Объединённого школьного округа города Сан-Бернардино (SBCUSD). Есть шесть общеобразовательных средних школ и три дополнительные альтернативные средние школы. MCHS определяется как специализированная альтернативная средняя школа, ориентированная на двойное зачисление для малообеспеченных, недостаточно подготовленных и традиционно недостаточно представленных групп населения.
MCHS была разработана в 2001 году как альтернативная средняя школа для учащихся с высоким потенциалом, но не успевающих в рамках совместного проекта SBCUSD и колледжа Сан-Бернардино-Вэлли (SBVC). MCHS расположен непосредственно к северу от кампуса SBVC и привлекает студентов со всей территории SBCUSD.
Учащиеся, которые посещают MCHS, одновременно зачисляются в MCHS и SBVC, где могут заработать значительное количество баллов колледжа при получении аттестата средней школы. Каждый год несколько выпускников MCHS получают степень младшего специалиста по искусству от SBVC. Видение MCHS заключается в том, что каждый стипендиат MCHS окончит четырёхлетний колледж с подготовкой к карьере, лидерству и личному успеху.

## Лёгкая атлетика
Колледж Сан-Бернардино-Вэлли является членом Атлетической конференции Внутренней Империи (IEAC) по 9 из 12 видов спорта. Программы Росомахи, такие как мужская легкая атлетика и женская легкая атлетика, проводятся на других спортивных конференциях Южной Калифорнии, поскольку SBVC является единственной школой-членом IEAC, предлагающей это спортивное предложение. SBVC Football является членом Американского дивизиона и Горной конференции Футбольной ассоциации Южной Калифорнии (SCFA). SBVC американский футбол является членом Американского дивизиона и горной конференции. Каждый вид спорта имеет свою конкурентную направленность в рамках конференции.
SBVC конкурирует с: Колледжем Антилопы Вэлли (только футбол), Колледжем Барстоу, Общественным колледжем Серро Косо, Колледжем Чаффи, Колледжем Цитрусов (только футбол), Колледжем пустыни, Колледжем Коппер-Маунтин, Колледжем Крафтон-Хиллз, Колледжем горы Сан-Хасинто, Колледж Норко, Колледж Пало Верде и Колледж Виктор Вэлли.
С 1926 по 2000 год талисманом SBVC были индейцы, с 2000 года талисманом SBVC были росомахи, к большому разочарованию как выпускников, так и местных племен.
Мужская и женская баскетбольные команды проводили свои домашние игры в гимназии Джозефа В. Снайдера с 1975 по 2016 год.

### Спортивные чемпионаты
Колледж Сан-Бернардино-Вэлли имеет множестве достижений в области спортивных соревнований. Ниже скоро будет список тех спортивных достижений, которыми удостоились лишь избранные. Автор этого раздела хотел бы отметить работу выпускников Роджера Шмидта и Гарри Карсона Фрая и поблагодарить их за их обширную историю, которая послужила основой для информации ниже.

### Национальные чемпионы
| Футбол (1926 — настоящее время) | Мужская стрельба из лука (1952—1978) | Женская стрельба из лука (1952—1978) | Смешанная командная стрельба из лука (1952—1978) |
| ------------------------------- | ------------------------------------ | ------------------------------------ | ------------------------------------------------ |
| 2-кратные чемпионы страны       | 5-кратные чемпионы страны            | 2-кратные чемпионы страны            | 1 раз чемпион страны                             |
| 1951 и 1992 гг.                 | 1960-1971-1972-1973-1975 гг.         | 1960 и 1974 гг.                      | 1973 г.                                          |

### Чемпионы штата
| Мужчины по пересеченной местности (1928 — настоящее время) | Футбол (1926 — настоящее время) | Женский футбол (1996 — настоящее время) |
| ---------------------------------------------------------- | ------------------------------- | --------------------------------------- |
| 5-кратные чемпионы штата                                   | 2-кратные чемпионы штата        | Чемпионы штата                          |
| 2006-2007-2008-2009-2010                                   | 1982 и 1992 гг.                 | 2010                                    |

| Борьба (1955—2001)                 | Мужская стрельба из лука (1952—1978) | Мужской гольф (1929—1992) |
| ---------------------------------- | ------------------------------------ | ------------------------- |
| 7-кратный чемпион штата            | 3-кратные чемпионы штата             | Чемпион штата             |
| 1958-1959-1960-1961-1963-1967-1968 | 1972-1973-1974 гг.                   | 1957 г.                   |

| Мужской волейбол (1929—1982) | Женская стрельба из лука (1952—1978) | Женская гимнастика (1952—1978) | Совместная стрельба из лука (1952—1978) |
| ---------------------------- | ------------------------------------ | ------------------------------ | --------------------------------------- |
| Чемпион штата                | 3-кратные чемпионы штата             | Чемпионы штата                 | 3-кратные чемпионы штата                |
| 1975 г.                      | 1972-1973-1974 гг.                   | 1968 г.                        | 1972-1973-1974 гг.                      |

### Чемпионы конференции
| Бейсбол (1927 — настоящее время)                                           | Мужской баскетбол (1926 — настоящее время)                            | Женский баскетбол (1975 — настоящее время)   |
| -------------------------------------------------------------------------- | --------------------------------------------------------------------- | -------------------------------------------- |
| 15-кратный чемпион конференции                                             | 14-кратный чемпион конференции                                        | 9-кратный чемпион конференции                |
| 1946-1960-1961-1963-1972-1984-1986-1990-1993-1998-2003-2004-2013-2014-2015 | 1946-1956-1970-1971-1988-1993-2003-2005-2007-2009-2010-2012-2014-2015 | 1998-2001-2008-2009-2010-2011-2012-2014-2015 |

| Женщины по пересеченной местности (1977-настоящее время) | Мужчины по пересеченной местности (1928 — настоящее время)                                                              | Футбол (1926 — настоящее время)                                            |
| -------------------------------------------------------- | --- | -------------------------------------------------------------------------- |
| 6-кратный чемпион конференции                            | 24-кратный чемпион конференции                                                                                          | 15-кратный чемпион конференции                                             |
| 1991-2005-2006-2007-2013-2014                            | 1947-1980-1986-1990-1992-1996-1997-1998-1999-2000-2001-2002-2003-2004-2005-2006-2007-2008-2009-2010-2011-2012-2013-2014 | 1927-1937-1938-1943-1952-1959-1982-1988-1991-1992-1993-1995-1996-1997-2010 |

| Софтбол (1977 — настоящее время) | Мужская легкая атлетика (1927 — настоящее время)            | Женская легкая атлетика (1980 — настоящее время) | Женский футбол (1996 — настоящее время) |
| -------------------------------- | ----------------------------------------------------------- | ------------------------------------------------ | --------------------------------------- |
| 5-кратный чемпион конференции    | 12-кратный чемпион конференции                              | 3-кратный чемпион конференции                    | 7-кратный чемпион конференции           |
| 1978-1979-1987-1998-2015 гг.     | 1989-1990-1991-1992-1993-1994-1995-1997-2001-2002-2004-2005 | 1983-2001-2002 гг.                               | 2008-2009-2010-2012-2013-2014-2015      |

| Женский волейбол (1974 — настоящее время)                        | Борьба (1955—2001)                                                    | Мужской гольф (1929—1992)     |
| ---------------------------------------------------------------- | --------------------------------------------------------------------- | ----------------------------- |
| 13-кратный чемпион конференции                                   | 14-кратный чемпион конференции                                        | 6-кратный чемпион конференции |
| 1976-1986-1994-1995-1996-1997-1998-2000-2001-2002-2004-2005-2006 | 1958-1959-1960-1961-1962-1963-1964-1965-1966-1967-1968-1969-1970-1972 | 1931-1938-1947-1948-1958-1980 |

| Мужской теннис (1927—2004)                   | Женский теннис (1973—2002)    | Мужское плавание (1948—1993) |
| -------------------------------------------- | ----------------------------- | ---------------------------- |
| 9-кратный чемпион конференции                | 4-кратный чемпион конференции | Чемпион конференции          |
| 1947-1950-1951-1952-1964-1983-1985-1986-1987 | 1985-1986-1987-1991 гг.       | 1989 г.                      |

| Женское плавание (1983—1993)  | Мужская и женская стрельба из лука (1952—1978) | Мужской волейбол (1972—1982)  |
| ----------------------------- | ---------------------------------------------- | ----------------------------- |
| 2-кратный чемпион конференции | 7-кратный чемпион конференции                  | 5-кратный чемпион конференции |
| 1991-1992 гг.                 | 1971-1972-1973-1974-1975-1977-1978             | 1974-1975-1976-1977-1978 гг.  |

| Мужская гимнастика (1926—1969) | Женская гимнастика (1967—1969) | Боулинг (1947—1973) | Бадминтон (1939—1975) |
| ------------------------------ | ------------------------------ | ------------------- | --------------------- |
| Чемпион конференции            | 2-кратный чемпион конференции  | Чемпион конференции | Чемпион конференции   |
| 1933 г.                        | 1967-1968 гг.                  | 1971 г.             | 1974 г.               |

## Сейсмическая реконструкция
Первоначальные строители колледжа не знали об опасностях местных разломов и построили кампус на гребне повышенного давления (дамба Банкер-Хилл) вдоль зоны разлома Сан-Хасинто, которая делит кампус пополам и проходит под фундаментами некоторых зданий. В период с 2001 по 2010 год несколько крупных зданий кампуса были снесены, а рядом построены новые.

### Оригинальный опрос
В 1935 году, когда ущерб от землетрясения в Лонг-Бич 1933 года все ещё остался в памяти, SBVC наняла Джона Бувальду из сейсмологической лаборатории Калифорнийского технологического института для оценки сейсмической опасности. Бувалда обнаружил и сообщил о наличии разлома, в частности, порекомендовав «зону без зданий шириной в тысячу футов, которая фактически занимала почти весь кампус. Они [SBVC] проигнорировали его совет, хотя и заплатили за его доклад».

### 1990-е
Попечители SBVC наняли профессора Керри Зие, также из Калифорнийского технологического института, для проведения исследования сейсмической опасности в 1995-96 годах. Это подтвердило опасность разлома для кампуса. Вырытые траншеи показали, что поверхностный след разлома прошел через четыре школьных здания. Было установлено, что восемь других зданий находятся под угрозой из-за вторичного разрыва грунта или их расположения поперек активной поверхностной складки, вызванной неглубоким слепым надвигом. Здания, большинству из которых более 50 лет, не были построены в соответствии с современными сейсмическими стандартами, и было решено, что строительство новых зданий вдали от разлома и параллельно с ним будет более разумным, чем модернизация стареющих.

### 2000—2010 гг.
Замененные здания включали административное здание, библиотеку, здание студенческого центра / столовой, здание искусства, здания физических наук, здание наук o жизни и северный зал. Хорошо сохранился Зрительный зал. В богато украшенном здании, построенном в 1938 году Управлением прогресса работ, находится башня с часами, которая фигурирует во многих публикациях колледжа.

## В популярной культуре
- В эпизоде Лунный свет «Последовательность снов всегда звонит дважды» Дэвид Аддисон просыпается в баскетбольной майке SBVC.